# Ньерийская и Кенийских Гор епархия
Ньерийская и Кенийских Гор епископия (греч. Επισκοπή Νυέρι και όρους Κένυα) — епархия Александрийской Православной Церкви на территории Кении, с центром в городе Ньери.
Кафедральный храм: церковь Св. Иоанна Богослова в Ньери.

## История
Православная епархия с кафедрой в Ньери была образована указом Священного Синода Александрийского Патриархата от 24 ноября 2015 года путём выделения под новую епархию части территории Кенийской митрополии. 13 мая 2016 года патриарх Александрийский Феодор II совершил чин интронизации первого архиерея новообразованной епархии — епископа Неофита (Конгая).
20 августа 2018 года патриарх Феодор II осуществил очередной визит в епархию, в ходе которого освятил Свято-Антониевский духовный центр и принял участие в закладке духовной семинарии.

## Епископы
- 24 ноября 2015 — 24 ноября 2022 — Неофит (Конгай)
- с 15 января 2023 — Панарет (Кимани)